# Melanomys
Melanomys är ett släkte i familjen hamsterartade gnagare med tre arter som förekommer i Central- och Sydamerika. Arternas systematik är omstridd.

## Utseende och systematik
Arterna kännetecknas av en svartbrun päls på ovansidan och en något ljusare päls på buken. Skillnaden är däremot inte lika tydlig som hos nära besläktade gnagare. De når en kroppslängd (huvud och bål) av 10 till 14 cm, en svanslängd av 9 till 11 cm och en vikt av 47 till 60 gram.
Släktet utgörs av tre arter:
- Melanomys caliginosus förekommer från Honduras över Colombia till Ecuador.
- Melanomys robustulus lever på Andernas östra sluttningar i Ecuador.
- Melanomys zunigae är känd från västra Peru.

Ofta klassificeraras Melanomys som ett undersläkte till risråttor (Oryzomys). Att de har liknande morfologiska egenskaper kan bero på konvergent evolution. De kan därför vara från varandra oberoende släktingar av risråttorna. Enligt Wilson & Reeder (2005) behövs en revision av arternas systematik.

## Habitat, ekologi och status
Melanomys caliginosus vistas på övergivna fält, i nya skogar med många buskar eller vid gamla skogars kanter. Den håller till på marken och är dagaktiv. Arten livnär sig av frön, frukter och insekter. Vid fara skuttar den bort med flera höga hopp. Honor kan para sig hela året (oftast under regntiden) och de har upp till sex ungar per kull. IUCN listar arten som livskraftig (LC).
Melanomys robustulus lever i låglänta regnskogar och är aktiv under natten. Den vistas på marken och listas likaså som livskraftig (LC).
Melanomys zunigae är bara känd från ett mindre bergsområde och har inte setts sedan 1949. Artens levnadsområde omvandlades till gräsmark för getter samt till gruvområde. Det befaras att Melanomys zunigae är utdött men IUCN listar den än så länge som akut hotad (CR).